# Gugu badhun
Gugu badhun är ett utdött australiskt språk. Gugu badhun talades i delstaten Queensland och tillhörde de pama-nyunganska språken.